# Symfonie nr. 5 (Arnell)
Richard Arnell componeerde zijn Symfonie nr. 5 opus 77 in 1957. Hij droeg het werk op aan zijn vader en gaf het de bijnaam De gorilla. Beiden hebben echter niets met elkaar te maken. In de delen (2) en (3) zit een melodietje verscholen dat de vader van de componist regelmatig zong: Dear Old Pals, Jolly Old Pals. De bijnaam De Gorilla heeft het gekregen omdat de componist lid was van de London Zoo en daar een gorilla was die op gezette tijden, wanneer er veel publiek (waaronder dus ook de componist) was, de show stal. De componist heeft na de première in Frankfurt am Main nog een aantal keren de partituur gereviseerd; de Engelse première vond plaats in de Odeon Cinema, Swiss Cottage, 22 maart 1966, de eerste opname van het werk kwam pas in 1977 door het BBC Scottish Symphony Orchestra o.l.v. John Carewe.

## Delen
1. Andanto con moto
2. Andante – Molto vivace – Andante – Espressivo – Tempo – Meno mosso – Presto – Lento;
3. Andante e serioso.

De symfonie begint met twee statige maar dreigende akkoorden ; het gehele deel (1) blijft deze dreiging door middel van het koper boven het orkest hangen. Het wordt afgesloten door een statig koraal, dat de opgebouwde spanning echter niet kan verminderen. Deel (2) is een heel ander verhaal; begint vrij stevig, maar al snel neemt de althobo een lange melodielijn voor zijn/haar rekening om die voorlopig niet af te staan; hij/zij wordt even onderbroken, maar pakt de draad weer op. De laatste maten zijn echter voor een hoornsolo die het deel tot een geheel maakt. Deel (3) is zoals een slotdeel van een symfonie moet zijn. Het statige van deel (1) komt terug en wordt tot een climax opgevoerd, hetgeen zou moeten leiden tot het slot. De componist heeft echter achter het vermeende slot een coda geplaatst, dat het machtige Mahlerachtige slot eigenlijk tenietdoet.

## Orkestratie
- 3 dwarsfluiten, 3 hobo’s, 3 klarinetten, 3 fagotten
- 4 hoorns, 3 trompetten, 3 trombones, 1 tuba
- pauken, percussie
- violen, altviolen, celli, contrabassen

## Bron en discografie
- Uitgave Dutton Epoch: Royal Scottish National Orchestra o.l.v. Martin Yates
- British Music Information Center
- richardarnell.com